# Карев, Георгий Иванович
Георгий  Иванович Карев (1884—30 августа 1950) — донской  казачий  деятель.  Член всех сессий Войскового круга Войска донского. 

## Биография
Гражданин и депутат от Усть-Быстрянской станицы 1 Донского округа. Окончил Коммерческий Институт. 
Член всех Войсковых Кругов и Съездов 1917—1918 годах. В сентябре 1917 года на Втором Большом войсковом Круге был избран старшиной Войскового Правительства на довыборах семи старшин "в виду сложности работы по организации управления войска и обширности его хозяйственных отраслей (земельной, лесной, горной, и др.)". 
5 января 1918 года избран членом казачьей части Объединенного Правительства. 
В этих правительствах атамана  А.  М.  Каледина в 1917–1918 годах был министром  финансов. 
12 января 1918 в составе делегация Объединённого Донского Правительства вместе с  П. М. Агеевым,  членом Круга Д. В. Макаровым, Б. Н. Улановым, В. Н. Светозаровым и членом Совета Союза Казачьих Войск есаулом Аникеевым ездил в станицу Каменскую  для ведения переговоров с красными казаками Подтёлкова. 
В  начале  1919 года был назначен атаманом П. Н. Красновым председателем донской дипломатической   делегации   на   Парижской   мирной   конференции.  С 1920 г. в эмиграции во Франции.
Публиковал статьи в журнале Казачье дело (Париж, 1931–1937). Руководил  возникшей 1931 году «Лигой возрождения казачества» во Франции. Как и другие члены Центрального комитета "Лиги возрождения казачества", Г. И. Карев,  был уверен в том, что Советский Союз будет разбит и империя распадется на целый ряд отдельных государств. В этом случае, по его мнению, казачество должно не упустить свой шанс «иметь свое независимое и свободное казачье государство». 
Погиб 30 августа 1950 года в местечке Билие (Bellée) в Морбиане (Франция) от несчастного случая.

## Публикации
- Карев Г. И. Сепаратизм или союзная империя. // Казачий набат (Прага). №11. 1 ноября 1933.
- Карев Г. Наша программа. // Казачье дело. Париж. №11. 1937. С. 4.

## Комментарии
1. ↑  Год рождения вычислен, исходя из того, что в 1917 году ему было 33 года[1].